# Phytomyza plantaginis
Phytomyza plantaginis este o specie de muște din genul Phytomyza, familia Agromyzidae, descrisă de Robineau-desvoidy în anul 1851. Conform Catalogue of Life specia Phytomyza plantaginis nu are subspecii cunoscute.